# Móra Ferenc-emlékérem
A Móra Ferenc-emlékérem – az alapításkori írásmódon Móra Ferenc Emlékérem – muzeológusoknak adományozható legmagasabb állami szakmai kitüntetés volt 1972 és 1990 között. Azok kaphatták meg, akik szakterületükön hosszabb időn át kiemelkedő teljesítményeket mutattak fel és tevékenységükkel, kezdeményezéseikkel szakterületük egészének fejlődését segítették elő.
A kitüntetést évente, augusztus 20-án osztották ki; utoljára 1990-ben. Helyette – a szakmai díjak egységesítése keretében, fenntartva egyfajta jogfolytonosságot – a művelődési és közoktatási miniszter a 12/1991. (VIII. 6.) MKM rendeletével Móra Ferenc-díjat alapított.
Tekintettel a két kitüntetés közötti jogfolytonosságra (például a plakett megőrzésében 1999-ig), a Móra Ferenc-emlékérmet gyakran emlegetik – még szakmai berkekben is – Móra Ferenc-díjként.

## A díj odaítélése
A Móra Ferenc-emlékérmet a Művelődésügyi Minisztérium és a Közalkalmazottak Szakszervezete együttesen alapította – a könyvtárosoknak adományozható Szabó Ervin-emlékéremmel együtt, a miniszter 121/1972. (M.K.9.) MM számú utasításával. A kitüntetésre a felügyeleti szervek, valamint a szakmai egyesületek és testületek tehettek javaslatot a helyi szakszervezeti bizottsággal egyetértésben. A döntést a szakterület és a szakszervezet képviselőiből alakult bizottság készítette elő; az adományozásról a művelődésügyi miniszter határozott, a Közalkalmazottak Szakszervezete főtitkárával egyetértésben.
A kitüntető elismeréssel pénzjutalom, az adományozást igazoló díszoklevél és egy bronz plakett járt. Az emlékérmek adományozását közzé kellett tenni a Művelődési Közlönyben, az adományozás tényét, valamint a pénzjutalom összegét pedig be kellett jegyezni a jutalmazottak munkakönyvébe.
A kiosztható elismerések száma az évek során változott: 1972-től legfeljebb hat muzeológus kaphatta meg, 1977-től 4 fő. A pénzjutalom mértéke az alapításkor 5000 forint volt, amely összeget az idők folyamán többször emeltek. Az egy-egy évben adományozásra került emlékérmek számára és az azokkal járó pénzjutalmak fedezetének biztosítására a jelölő bizottságok tettek javaslatot a Művelődésügyi Minisztérium és a Közalkalmazottak Szakszervezete Elnöksége részére.

## A plakett leírása
Az emlékérem kerek alakú bronzból készült plakett, átmérője 85, vastagsága 8-10 milliméter. Az érem első oldalán középen Móra Ferenc domború arcképe, fölötte a MÓRA FERENC EMLÉKÉRE félkörívű felirat helyezkedik el. Hátoldalát a múzeumügyet szimbolizáló dombormű (bagoly) és A tudományért, a művelődésért felirat díszíti. Az emlékérmét Asszonyi Tamás szobrász- és éremművész készítette.

## A díjazottak listája évek szerint
1972 
- Dr. Antall József, a Semmelweis Orvostörténeti Múzeum igazgatóhelyettese
- Dr. Boreczky László, a Központi Múzeumi Igazgatóság művészeti vezetője
- Dr. Csallány Dezső, a történettudományok kandidátusa a Szabolcs-megyei Múzeumi Szervezet igazgatója
- Dr. Korek József régész, a Magyar Nemzeti Múzeum főigazgató-helyettese
- Miklós Róbert, a Petőfi Irodalmi Múzeum tudományos főmunkatársa
- Nagy Gyula, az orosházi Szántó Kovács János Múzeum igazgatója

1973 
- Dr. Fülep Ferenc, a történelemtudományok doktora a Magyar Nemzeti Múzeum főigazgatója
- Istenes József, a kiskőrösi Petőfi Emlékmúzeum vezetője
- Kovács István muzeológus, a Magyar Természettudományi Múzeum főigazgató-helyettese
- Lengyelné Dr. Kovrig Ilona, a történettudományok kandidátusa a Magyar Nemzeti Múzeum osztályvezetője
- Dr Liptai Ervin ezredes, a történettudományok kandidátusa a Hadtörténeti Intézet és Múzeum parancsnoka
- Minárovics János tűzoltó alezredes, a Tűzoltó Múzeum vezetője

1974 
- Czigány Béla, a győri Xántus János Múzeum tiszteletdíjas helytörténésze
- Dr. Gerevich Lászlóné, a Magyar Nemzeti Galéria osztályvezetője
- Kaposvári Gyula, a Szolnok-megyei Múzeumi Szervezet igazgatója
- Dr. Szentgáli Ferencné, a Budapesti Történeti Múzeum tudományos főmunkatársa
- Szövényi István, a kőszegi Jurisich Múzeum igazgatója
- Dr. B. Szatmári Sarolta, a tatai Kuny Domokos Múzeum muzeológusa

1975 
- Dr. Bodó Sándor, a miskolci Herman Ottó Múzeum tudományos főmunkatársa
- Dr. Hárs Éva, a Baranya-megyei Múzeumok Igazgatósága igazgatója
- Héjj Miklós, a visegrádi Mátyás Király Múzeum igazgatója
- Dr. Jánossy Dénes, a Magyar Természettudományi Múzeum osztályvezetője
- Rettegi Istvánné, nyugalmazott gimnáziumi tanár
- Révay Kálmánné, a Magyar Nemzeti Galéria osztályvezető restaurátora

1976 
- Baranyai Gyuláné, a Magyar Nemzeti Múzeum osztályvezető-helyettese
- Dr. Czére Béla, a Közlekedési Múzeum főigazgatója
- Dr. Dankó Imre, a debreceni Déri Múzeum igazgatója
- Dr. Györffy Lajos, a túrkevei Finta Múzeum igazgatója
- Tésik Józsefné, a szegedi Móra Ferenc Múzeum főrestaurátora
- Varsics Mihály, az Iparművészeti Múzeum igazgatója

1977 
- Dr. Baróti Dezső, a Petőfi Irodalmi Múzeum tudományos tanácsadója
- Dr. Dávid Lajos, a Győr-Sopron-megyei Múzeumi Szervezete igazgatója
- Dr. Garas Klára, a Szépművészeti Múzeum főigazgatója
- Dr. K. Csilléry Klára, a Szabadtéri Néprajzi Múzeum osztályvezetője

1978 
- Dr. Bakó Ferenc, a Heves-megyei Múzeumi Szervezet igazgatója
- Dr. Módy György, a debreceni Déri Múzeum tudományos főmunkatársa
- Dr. Rózsa György, a Magyar Nemzeti Múzeum osztályvezetőjének
- Dr. Szabó László, a szolnoki Damjanich János Múzeum tudományos főmunkatársa

1979 
- Dr. Domonkos Ottó, a soproni Liszt Ferenc Múzeum igazgatója
- Dr. Szilágyi János György, a Szépművészeti Múzeum osztályvezetője
- Dr. Trogmayer Ottó, a a Csongrád Megyei Múzeumi Szervezet igazgatója
- Vass Tibor, az ózdi Kohászati Gyártástörténeti Múzeum vezetője

1980 
- Dér László, a Békés-megyei Múzeumi Szervezet igazgatója
- Esti Béla, a Magyar Munkásmozgalmi Múzeum főigazgatója
- Dr. F. Petres Éva, a Fejér-megyei Múzeumok Igazgatósága igazgatóhelyettese
- Dr. Patay Pál, a Magyar Nemzeti Múzeum osztályvezető-helyettese

1981 
- Dr. Balassa Iván, a Magyar Mezőgazdasági Múzeum főigazgató-helyettese
- Dr. Bodnár Éva, a Magyar Nemzeti Galéria osztályvezetője
- Dr. Kerecsényi Edit, a nagykanizsai Thury György Múzeum igazgatója
- Dr. Szabadfalvi József, a Borsod Abaúj Zemplén-megyei Múzeumi Szervezet igazgatója

1982 
- Dr. Burger Alice, a Magyar Nemzeti Múzeum osztályvezetője
- Gerszi Teréz, a Szépművészeti Múzeum osztályvezetője
- Dr. Hoffmann Tamás, a Néprajzi Múzeum főigazgatója
- Dr. Kőhegyi Mihály, a bajai Türr István Múzeum tudományos főmunkatársa

1983
- Dr. Bándi Gábor, a Vas-megyei Múzeumok Igazgatósága vezetője
- Dr. Gombos Károly, a Hopp Ferenc Kelet-ázsiai Művészeti Múzeum igazgatója
- Dr. Varga Gyula, a debreceni Déri Múzeum muzeológusa
- Mojzer Miklós, a Magyar Nemzeti Galéria művészettörténésze

1984 
- Dr. Dávid Katalin, az Iparművészeti Múzeum osztályvezetője
- Dr. Horváth István, esztergomi Balassa Bálint Múzeum igazgatója
- Sarosácz György, a mohácsi Kanizsai Dorottya Múzeum igazgatója
- Szalag Zoltán, a Központi Múzeumi Igazgatóság osztályvezetője

1985 
- Dr. Fitz Jenő, a Fejér-megyei Múzeumok Igazgatósága igazgatója
- Móré Miklós, a Szépművészeti Múzeum főmunkatársa
- Dr. Németh József, a Zala-megyei Múzeumok Igazgatósága igazgatója
- Tökei Ferencné, a Magyar Nemzeti Galéria osztályvezetője

1986 
- Dr. Balázs Dénes, a Magyar Földrajzi Gyűjteményi Igazgatóság nyugdíjasa
- Dr. Gedai István, a Magyar Nemzeti Múzeum osztályvezetője
- Dr. Kodolányi János, a Néprajzi Múzeum főigazgató helyettese
- Szabó János Győző, az egri Dobó István Vármúzeum időközben elhunyt osztályvezetője

1987 
- Dr. Hasznos Zsigmondné restaurátor
- Kócziánné Dr. Szentpéteri Erzsébet, a Közlekedési Múzeum főigazgató-helyettese
- Dr. Kovács Tibor, a Magyar Nemzeti Múzeum főigazgató-helyettese
- Sára Péter, a Petőfi Irodalmi Múzeum osztályvezetője

1988 
- Dr. Bánkúti Imre, a Budapesti Történeti Múzeum főigazgató-helyettese
- Kormos Istvánné, az Iparművészeti Múzeum főigazgató-helyettese
- Dr. Szigetváry Ferenc, a Vas-megyei Múzeumok Igazgatósága igazgatója
- Tóth Ferenc, a Csongrád-megyei József Attila Múzeum nyugalmazott igazgatója

1989 
- Cséfalvay Pál, az esztergomi Keresztény Múzeum igazgatója
- Dr. Füzes Endre, a szentendrei Szabadtéri Néprajzi Múzeum főigazgatója
- Dr. Gerő Győző, a Budapesti Történeti Múzeum tudományos munkatársa
- Dr. Kralovánszky Alán, a Magyar Nemzeti Múzeum osztályvezetője

1990 
- Dr. Cenner Gyuláné Dr. Wilhelmb Gizella, a Magyar Nemzeti Múzeum tudományos főmunkatársa
- Dr. Fabiny Tibor, az Országos Evangélikus Múzeum és Evangélikus Hittudományi Akadémia múzeumigazgatója, a teológia professzora
- Dr. Kecskeméti Tibor, a Természettudományi Múzeum főigazgató-helyettese
- Dr. Ujváry Zoltán, a debreceni Kossuth Lajos Tudományegyetem tanszékvezető egyetemi tanára